# Скарпа (Куявсько-Поморське воєводство)
Скарпа (пол. Skarpa) — село в Польщі, у гміні Семпульно-Краєнське Семполенського повіту Куявсько-Поморського воєводства.
Населення — 271 особа (2011).
У 1975-1998 роках село належало до Бидгощського воєводства.

## Демографія
Демографічна структура станом на 31 березня 2011 року:
|          | Загалом | Допрацездатний вік | Працездатний вік | Постпрацездатний вік |
| -------- | ------- | ------------------ | ---------------- | -------------------- |
| Чоловіки | 137     | 22                 | 103              | 12                   |
| Жінки    | 134     | 24                 | 82               | 28                   |
| Разом    | 271     | 46                 | 185              | 40                   |